# Pier Francesco Pingitore
Pier Francesco Pingitore (Catanzaro, 27 settembre 1934) è un drammaturgo, regista, sceneggiatore e autore televisivo italiano.

## Biografia
Giornalista iscritto all'albo dei giornalisti professionisti del Lazio dal 1962, redattore capo del settimanale Lo Specchio, diventa autore e regista per cinema, cabaret e teatro. Nel 1965 insieme a Mario Castellacci ha dato vita alla compagnia de Il Bagaglino, firmando da questa data testi di canzoni come Avanti ragazzi di Buda, sceneggiature e regie di migliaia di spettacoli di cabaret teatrale e televisivo, ai quali hanno partecipato nomi importanti dello spettacolo italiano, tra cui Pippo Franco, Oreste Lionello, Maurizio Mattioli, Enrico Montesano, Pino Caruso, Gianfranco D'Angelo, Leo Gullotta, Pamela Prati, Gabriella Ferri, Laura Troschel, Maria Grazia Buccella, Martufello, Manlio Dovì, Morgana Giovannetti, Manuela Villa, Sonia Grey, Bombolo, Valeria Marini, Carlo Frisi e il duo Battaglia e Miseferi. Dal 1997 realizza anche alcuni film TV. Nel 2013 ha vinto il premio Acqui Storia con il libro Memoria del Bagaglino. Nel gennaio 2023 al Campidoglio di Roma vince il premio "Antenna d'Oro per la Tivvù".

## Filmografia

### Cinema
- Dipingi di giallo il tuo poliziotto (1970)
- Remo e Romolo - Storia di due figli di una lupa (1976)
- Nerone (1977)
- Scherzi da prete (1978)
- Tutti a squola (1979)
- L'imbranato (1979)
- Ciao marziano (1980)
- Il casinista (1980)
- Gian Burrasca (1982)
- Attenti a quei P2 (1982)
- Il tifoso, l'arbitro e il calciatore (1982)
- Sfrattato cerca casa equo canone (1983)
- Gole ruggenti (1992)
- Natale in India, regia di Neri Parenti (2003) – attore

### Televisione
- C'era una volta Roma (1979)
- Ladri si nasce – film TV (1997)
- Tre stelle – miniserie TV (1999)
- Villa Ada – film TV (1999)
- La casa delle beffe – miniserie TV (2001)
- La palestra – film TV (2003)
- Con le unghie e con i denti – miniserie TV (2004)
- Imperia, la grande cortigiana – film TV (2005)
- Domani è un'altra truffa – film TV (2006)
- Di che peccato sei? – film TV (2007)
- Vita da paparazzo – miniserie TV (2008)

## Teatro
- Quel 25 luglio a Villa Torlonia (2010)
- Operazione Quercia - Mussolini a Campo Imperatore (2013)
- Scacco al duce - L'ultima notte di Ben e Claretta (2015)[2]

Le tre opere fanno parte di una trilogia dedicata a Benito Mussolini e alla caduta del fascismo.
- I due cialtroni (2024)
- Il burino gentiluomo (2024)

## Programmi televisivi
- Dove sta Zazà – solo come autore (Programma Nazionale, 1973)
- Mazzabubù – solo come autore (Programma Nazionale, 1975)
- Il ribaltone – solo come autore (Rete 1, 1978)
- Sogni di gloria, 2 puntate (Rai 3, 1986)
- Per chi suona la campanella, 6 puntate Rai 2, 1987)
- Biberon, 13 puntate (Rai 1, 1987)
- Miti e de miti (Rai 1, 1988)
- Cocco (Rai 2, 1988)[3]
- Biberon n. 2, 18 puntate (Rai 1, 1988)
- Biberon a Venezia, 1 puntata (Rai 1, 1989)
- Biberon n. 3, 9 puntate (Rai 1, 1990)
- Crème Caramel, 10 puntate (Rai 1, 1991)
- Crème Caramel n. 2, 11 puntate (Rai 1, 1992)
- Saluti e baci, 12 puntate (Rai 1, 1993)
- Bucce di banana, 8 puntate (Rai 1, 1994)
- Champagne (Canale 5, 1995)
- Rose rosse (Canale 5, 1996)
- Viva l'Italia (Canale 5, 1997)
- Viva le italiane (Canale 5, 1997)
- Gran caffè (Canale 5, 1998)
- Il ribaldone (Canale 5, 1999)
- BuFFFoni (Canale 5, 2000)
- Saloon (Canale 5, 2001)
- Marameo (Canale 5, 2002)
- Mi consenta (Canale 5, 2003)
- Barbecue (Canale 5, 2004)
- Tele fai da te (Canale 5, 2005)
- Torte in faccia (Canale 5, 2006)
- E io pago.. (Canale 5, 2007)
- Gabbia di matti (Canale 5, 2008)
- Vieni avanti cretino (Rete 4, 2008)
- Bellissima - Cabaret anticrisi (Canale 5, 2009)
- Magnámose Tutto! (Canale 5, 2017)

## Libri
- Memoria del Bagaglino (2013)
- Confessioni spudorate. Le quattro stagioni di una donna italiana (2021)